# Aphaenogaster beccarii
Aphaenogaster beccarii é uma espécie de inseto do gênero Aphaenogaster, pertencente à família Formicidae.